# Гојаче
Гојаче (словен. Gojače, итал. Goiaci је насеље у Випавској долини у општини Ајдовшчина, покрајини Приморска која припада Горишкој регији Републике Словеније.
Насеље површине 5 км², налази се у Випавској долини на надморској висини од 180 метара. У насељу према попису из 2002. живи 151 становник.
У насељу се налази археолошко налазиште са остацима из периода насељавања Словена. Већи значај место добија у 19. веку, када се развио у независну општину. У прошлости становништво се бавило пољопривредом и сточарством, што је остало као важан извор прихода и данас уз виноградарство.

## Референца
1. ↑  „Општина Ајдовшчина”. Архивирано из оригинала 15. 05. 2011. г. Приступљено 19. 05. 2010.
2. ↑  „Попис 2002”. Архивирано из оригинала 13. 01. 2015. г. Приступљено 19. 05. 2010.